# Metriopelma coloratum
Metriopelma coloratum is een spinnensoort in de taxonomische indeling van de vogelspinnen (Theraphosidae).
Het dier behoort tot het geslacht Metriopelma. De wetenschappelijke naam van de soort werd voor het eerst geldig gepubliceerd in 1982 door Carlos E. Valerio.